# A gombák új rendszertana
A gombák új rendszertana (amelyre gyakran az egy gomba = egy név kifejezéssel hivatkoznak) az 1990-es években kezdődött tudományos változások nyomán fejlődött ki. 2019-től lépett hatályba az új taxonómiai szabályozás, amely  egyértelműsíti a gombák névhasználatát.
A gombák nevezéktanában a holomorf, teleomorf, anamorf, pleomorf fogalmak a konvencionális Deuteromycota törzs megszűnésével, a fajok filogenetikai alapú revíziójával, továbbá (főként) az  Ascomycota törzsbe való el/áthelyezésével kapcsolatosak. Az egy gomba = egy név (angolul: One Fungus = One Name, "1F=1N") alapelvnek megfelelően új szabályrendszer keretében kapnak értelmezést, amely a korábbi (klasszikus) gombarendszerezéstől eltérően egy teljesen új megközelítésen alapul. Ehhez az azonos faj jelölésére használt gombanevek közül csak egyetlen név kerülhet hivatalos legitimációra, a többi pedig a szinonim kategóriába sorolandó.

## Azegy gomba = egy névalapelv alkalmazása a gombataxonómiában
A mikológiában a gombák elnevezésében az elmúlt másfél évszázadban gyakran két (dupla) nevet is alkalmaztak: az egyik a (latin) tudományos kettős név (binomen) az ivaros spóraképző alakra (teleomorf), a másik az ivartalan spórás alakra (anamorf) vonatkozott, amelyek gyakran ugyanazon növénybetegséget okozó gomba teljes életciklusát felölelő spórakeletkezési formákat jelentik.  Gyakran jelentős különbségek figyelhetők meg a spórák alakja, mérete tekintetében. A teleomorf alak spórái leginkább a kórokozó és a gazdanövény nyugalmi időszaka során keletkeznek (áttelelés, a faj fennmaradási időszakának is nevezik), míg a fertőzött gazdanövényen (a vegetációs időszakban) az anamorf alak keletkezését lehet megfigyelni (ez a faj elterjedésére, a járványok kialakulására szolgáló időszak). Mindez két (vagy még több) gombanév létrejöttét eredményezte, ráadásul gyakran más-más növényfajon való károsításukat is megfigyelték, ezért gyakran zavaros helyzet alakult ki a fajok rendszerezésében. Miután a 21. század első évtizedétől molekuláris vizsgálatokkal is megerősítve bizonyosságot nyert, hogy ugyanazon gomba különböző alakjairól van szó, a mikotaxonómusok többsége elérkezettnek látta az időt, hogy a tömlősgombák (Ascomycota) és a praktikussági okokból létesült mesterséges csoportok tagjait (Deuteromycota, mitospórás, imperfect vagy konídiumos gombák) a filogenetikailag rokon fajnevek egyesítésével a tömlősgombák (Ascomycota) rend valamely meglévő, vagy újonnan létesített családjába helyezzék el. Az egy gomba = egy név alapelvnek megfelelően, egyetlen binominális nevet használnak a gomba fajok esetében is: hasonlóan az élővilág valamennyi csoportjához. 2019. január 1-én hatályba lépett a Nemzetközi nevezéktani szabályzat (kódex) az algákra, gombákra (= Fungi, F) és növényekre, F fejezete (angolul: Chapter F of the International Code of Nomenclature for  algae, fungi, and plants) szakmajogi szabályozás. Ennek rövidített formátumú neve a "San Juan Chapter F".

## A szócikkben szereplő szakkifejezések rövid értelmezése
- Holomorf: a gomba egész élete során képzett valamennyi morfológiai alakját (= egy gomba létező összes  formája). Mind az ivaros (teleomorf vagy perfekt), mind az ivartalan formák (anamorf vagy imperfekt, szinanamorf, ortofán anamorf, anaholomorf). Az elnevezés eredete görög: holosz – egész; morphé – alak.[2]
- Pleomorf (pleiomorf,  vagy többalakú/ság): a gomba lehetséges formái, azaz ivaros (teleomorf) illetve ivartalan (anamorf) szaporodásra is képes tulajdonságainak megnevezésére utal. Eredete görög (-latin): pleion –  több, számos; polüsz –  sok, nagyszámú; morphé – alak.[2]
- Teleomorf: a pleomorf gombák ivaros (perfekt, tökéletes) szaporodású alakja, melyet aszkóma (aszkospórát képező termőtest) vagy bazídióma (bazídiospórákat viselő termőképlet) jellemez. Az elnevezés eredete görög: telosz, teleosz – vég, cél, teljesség; morphé –  alak. A perfect (latin) – valamiben tökéletes.[2]
- Anamorf: a pleomorf gombák ivartalan (imperfekt – befejezetlen) szaporodású alakja vagy formája. Az imperfectum (latin) –befejezetlen cselekvés.[2]

## A gombák kettős elnevezésének története
A 19 század második felétől kezdődően, a 20. század során elfogadott volt, hogy a gombák egy jelentős fajszámú része: főként a tömlősgombák (Ascomycota), de kisebb számban a bazídiumos gombák (Basidiomycota) is különböző ivaros formákban (teleomorf), illetve ivartalan képletekkel szaporodnak (anamorf), melyek termőtestei és/vagy spórái alakjukban gyakran erősen különböznek. Ez utóbbiakat egy mesterségesen létesített törzsbe (phylum) sorolták, és amelyet Deuteromycota, Fungi imperfecti, illetve mitospórás gombák kategóriaként alkalmaztak. A Pier Andrea Saccardo (1845-1920) jeles olasz botanikus és mikológus tapasztalati (morfológia) rendszerezési alapelvein (1878, 1882–1931), azokat összekapcsolva a mitospórás gombákra kialakított Geoffrey Ainsworth (1966) javaslattal: a Coelomycetes – termőtestes konídiumos gombák; Hyphomycetes – termőtest nélküli konídiumos gombák, továbbá egyfajta mesterséges kódolási rendszer próbálkozásaival szinkronban alakították ki a Mitospórás gombák (Deuteromycota) rendet. A mikológusok néhány százezer latin nevet használtak fel a mintegy 72 ezer megismert faj elnevezésére. Becslések azonban a gombák országát (Fungi) a nem katalogizált fajok tekintetében egymillió felettire teszik.
Az ivaros és ivartalan spórák szabatos megnevezésére először Hennebert és Weresub, illetve Weresub és Hennebert az 1970-es évek végén tettek javaslatot, és a rákövetkező évtizedekben már következetesen alkalmazták a teleomorf és az anamorf alak elnevezéseket.
Minthogy ezek a gomba szaporodási formák a mikológiában leginkább gyakorlati (morfológiai) megfigyeléseken, és nem filogenetikai szempontokon alapultak, ugyan kényelmes helyzetet teremtettek a gomba okozta betegségek identifikálásban (azonosítás), de a gombák (főként a növénykórokozók, illetve a humán patogének) életciklusuk során térben és időben gyakran elkülönülve (nem egyidőben) fordulnak elő. Az 1990-es évektől a molekuláris biológia fejlődése a mikológiában is gyors léptékű előre haladást hozott magával a gombataxonómia területén is, ennek történeti áttekintését Taylor, J.W. (2011) munkájában találjuk meg.

## A régi és az új taxonómiai szemlélet „ütközetei”
A gombák között a legszélesebb körben a növénykórokozók érintettek, de a gyakran dimorf humánpatogén gombák is közéjük tartozhatnak. A COVID-19-es pandémia, továbbá számos egyéb ok miatt a humán mikózisok száma is globálisan megnövekedett, köztük az aspergillózis, candidiasis és a mucormicosis betegségek. Az Egészségügyi Világszervezet (World Health Organization, WHO) közzétett egy 19 humánpatogén gombafajból álló listát, melyek a legnagyobb közegészségügyi fenyegetettséget jelentik.
Az egy gomba = egy név (angolul: One fungus = One name, „1F=1N” rövidítést is alkalmazva) taxonómiai álláspont-változtatási törekvéseket egyes tudós csoportok már a 2000-es évek első évtizedében elkezdték, és ezek számos rendszertani csoport revízióján, átrendezésén, újraosztályozásokban (reklasszifikáció) is tükröződnek. Amszterdamban a Holland Királyi Művészeti és Tudományos Akadémián, holland néven: Koninklijke Nederlandse Akademie van Wetenschappen, röv. KNAW) megtartott konferencián ezt az új nevezéktani koncepciót már 2011-ben megvitatták. Az ún. Amszterdami Deklaráció (2011) kinyilvánította, hogy a különböző gomba fajnevek, melyeket hagyományosan az ivaros és ivartalan alakok elnevezésére használtak (teleomorf, anamorf) ugyanazon faj esetében feleslegesek.
A DNS-jellemzők megismerése nagyban elősegítette a különböző gomba alakok egyetlen fajba történő egyesítésének hatékonyságát. A GenBank®(nukleinsav szekvencia adatbázis), a DDBJ (DNA Database of Japan ) és az EMBL-Bank (European Molecular Biology Laboratory Nucleotide Sequence Database) az NCBI-vel (The National Center for Biotechnology Information), melyet az USA nemzeti egészségügyi intézményei alapítottak 1988-ban, a molekuláris biológiai információs rendszerek fejlesztésében kutató közösségek működnek együtt. Az NCBI a GenBank adatok visszakereshetőségét és/vagy kijavítását, és a számítógép erőforrást biztosítja sokféle biológiai adat elemzéséhez.
A molekuláris adatokat tartalmazó nemzetközi adatbázisok elősegítették a nagytömegű gombanév revízióját, újraértékelését, tehát azt a törekvést, hogy minden egyes gomba fajra egyetlen nevet kellene használni!  Azokban az esetekben, amikor az anamorf-teleomorf kapcsolatban a faj eredete monofiletikus (azaz közös őssel rendelkeznek), egyetlen fajnevet válasszanak ki a prioritás (időbeni elsőbbség) alapján, és a többi (teleomorf és/vagy anamorf) alakot szinonim (syn.) névként kezeljék.
A jeles mikotaxonómusok között kiéleződött vitában érveléseket találunk a kettős gomba névhasználat fenntartása, megőrzése mellett (az Amszterdami Deklaráció kritikája).  Money (2013)  ugyancsak ellenezte a két, külön-külön fajnév használatának az elhagyását, amely időszak a Tulasne fivérek: Edmond Tulasne és Charles Tulasne 1860-as évekbeli megfigyeléseivel kezdődött. Ugyanezen megfigyelésekre, a konídiumok szín és alaki tulajdonságaira  építette fel Pier Andrea Saccardo a kettős ("konvencionális") névhasználatot, akinek a Sylloge Fungorum kötetei miatt "Saccardo-féle koncepciónak" is nevezik.
Hibbet és Taylor a Nature Reviews Microbiology-ban közzétett közleményük állítása szerint a gombataxonómia a kutatás olyan szakaszába jutott, amikor  a "felvilágosodás új korszakához" való igazodás már kézenfekvő lehetne.  Ezen "másik tábor" képviselői kellő határozottsággal képviselték a filogenetikai alapelveket még olyan esetekben is, amikor a fajnak (ezideig) csak ivartalan (anamorf) alakja ismert, pl. a Septoria lycopersici piknídiumos gomba, melyet a tömlősgomba Mycosphaerellaceae családjába sorolnak (a korábbi konídiumos gombák v. Mitospórás gombák – Coelomycetes – Sphaeropsidales – Sphaeropsidaceae család besorolás mellőzésével).
Korábban a botanika tudomány részének tartott mikológia tekintetében is a Nemzetközi Botanikai Kongresszusok szabályzatai voltak az irányadók: Az Algák, Gombák és Növények Nemzetközi Nevezéktani Szabályzata (International Code of Nomenclature for Algae, Fungi, and Plants, ICN) határozta meg, amit a hat évente megrendezett Nemzetközi Botanikai Kongresszusok biztosítottak az új tudományos eredményeknek megfelelő keretekben. A 2011-ben megtartott kongresszus anyaga a "Melbourne Code", míg a legutóbbi, 2017-ben megtartott 19-th IBC szabályzata, a "Schenzhen Code" volt az iránymutató.

## Egy gomba = egy néválláspont mint taxonómiai szabályrendszer
A gombanevezéktan alakulásában mérföldkő változást jelentett a 19. Nemzetközi Botanikai Kongresszus Kínában, Sencsenben megtartott, és 2017-ben elfogadott gombataxonómiai döntéshozatal ügyét átadta a 11. Nemzetközi Mikológiai Kongresszusnak (11th International Mycological Congress, IMC). Elkészült és elfogadásra került a mikológiai szervezet saját, átdolgozott, immáron önálló gombataxonómiai szabályzata a 11. Nemzetközi Mikológiai Kongresszuson San Juanban, 2018-ban.  Beépítésre kerültek az IMC Gomba Nevezéktani Szekció anyagába az Algákra, Gombákra (Fungi, F) és Növényekre az F fejezet (angolul: Chapter F of the International Code of Nomenclature for  Algae, Fungi, and Plants. Ennek megfelelően (egyszerűsített néven) San Juan Chapter F keretében 2019. január 1-től számos új taxonómiai szabály lépett életbe.
Az egy gomba = egy név elv immár jogszabályi keretet öltött, azonban épp a növénykórtan mindennapi gyakorlatában a növényorvos szakember a vegetációs időszakban leginkább a gomba anamorf formájával találkozik, a teleomorf alak pedig rendszerint a nyugalmi periódushoz kapcsolódik (holomorf), és együttesen alkotják valamely kórokozó teljes életciklusát, azok biológiai tulajdonságait.
Az érvénybe lépett szabályozást megelőzően talán a lisztharmat gombák esetében valósult meg az egy gomba = egy név alapelv, amely már a jól ismert ivaros termőtestek (kazmotécium) morfológiai jellemzői alapján az ivaros fajneveikkel a tömlősgombák közé sorolták (Erysiphales, Ascomycetes). Az anamorf lisztharmat gombanevek az ivartalan spórák neveiben, mint jellemző alaki tulajdonság, jelzőkénti formában maradtak fenn: pl. Oidium-konídium.

## Egy név, de melyik?
A meglehetősen összetett szabályokat (Schenzhen Code San Juan-i F fejezete, egyszerűsítve: San Juan Chapter F)  May, T.W., Redhead, S.A., Bensch, K. et al. (2019) a szabad hozzáférésű IMA Fungus 10, 21 közleményükben részletesen tárgyalják (angol nyelven).
A San Juan Chapter F  néhány fontos eleme:
- 2013 január 1-et követően csak egy tudományos név publikálása tekinthető érvényesnek ("Melbourne Code"[32]), függetlenül attól, hogy azt korábban milyen formában (teleomorf vagy anamorf) tipizálták.
- Minden tudományos névnél a legrégebbi legitim publikálásnak van elsőbbsége (prioritása), de a későbbiekben publikáltak sem "felesleges alternatívák", hanem szinonímként értelmezendők.
- A teleomorf (ivaros) névnek nincs prioritása az anamorf névvel szemben.
- Az általánosan és széleskörűen használt tudományos neveknél el lehet tekinteni a prioritási elvtől.
- A javasolt nevek listáját a Nemzetközi Mikológiai Társaság (International Mycological Assotiation, IMA) Általános Bizottságának kell jóváhagyásra benyújtani.

Az érvényes (egyetlen, legitim) fajnévre és a szinonimok áttekintésére három internetes adatbázisban: Index Fungorum, vagy a Mycobank, illetve a The Mycology Collections data Portal (MyCoPortal) kereshetünk rá.
A rendszerezési változások 2024-ben a magyar nyelvű tankönyvek, egyetemi jegyzetek körében (még) nincsenek általánosan jelen. Ugyanakkor a Debreceni Egyetemen – elsőként – bevezették a növényorvosi mikológia tárgyainak oktatásába az egy gomba = egy név rendszerre történő átállást.